# Euphylidorea fratria
Euphylidorea fratria là một loài ruồi trong họ Limoniidae. Chúng phân bố ở miền Tân bắc.